# خورخه مارتین
خورخه مارتین آلموگوئرا (متولد ۲۹ ژانویه ۱۹۹۸) با نام مستعار مارتیناتور، یک موتورسوار اسپانیایی در کلاس موتوجی پی است که با تیم  پراماک  ریسینگ دوکاتی قهرمان فصل ۲۰۲۴ شد .

## دوران حرفه ای

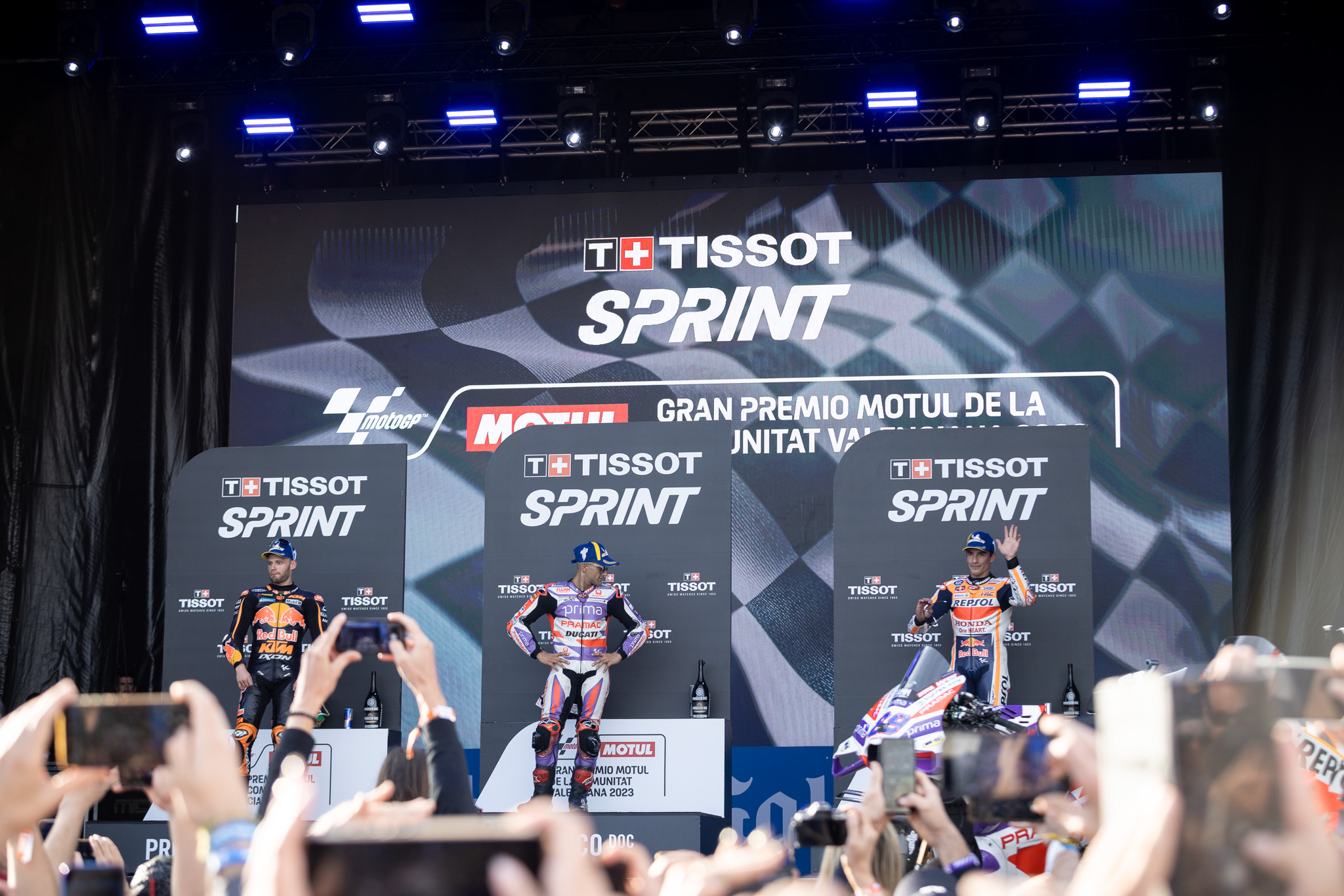
موتو جی پی 2023 والنسیاخورخه مارتین در وسط

در سال ۲۰۱۵ خورخه مارتین اولین حضور خود را در مسابقات قهرمانی جهان کلاس موتو۳ با تیم مپفر مهیدرا آغاز کرد که در آن سال فرانچسکو بانیایا هم تیمی وی بود و توانست ۴۵ امتیاز کسب کند . 
خورخه مارتین سال ۲۰۱۶ را نیز در همان تیم باقی ماند و اولین سکو خود را در مسابقه برنو جمهوری چک کسب کرد . 
وی در سالهای ۲۰۱۷ و ۲۰۱۸ به هوندا پیوست که توانست عنوان قهرمانی کلاس موتو۳ در سال ۲۰۱۸ کسب کند . سالهای ۲۰۱۹ و ۲۰۲۰ در کلاس موتو۲ بود که فقط توانست در ۲ مسابقه اتریش و والنسیا برنده شود .
مارتین از سال ۲۰۲۱ به تیم پراماک ریسینگ دوکاتی در کلاس موتوجی پی رفت  و در سال ۲۰۲۴ قهرمان فصل شد .

## جدول عملکرد
| فصل   | کلاس   | موتور    | تیم           | مسابقه | برد | روی سکو | پل پزیشن | Fast Lap | امتیاز | جایگاه فصل |
| ----- | ------ | -------- | ------------- | ------ | --- | ------- | -------- | -------- | ------ | ---------- |
| ۲۰۱۵  | موتو۳  | مهیندرا  | مپفر مهیندرا  | ۱۸     | ۰   | ۰       | ۰        | ۰        | ۴۵     | ۱۷         |
| ۲۰۱۶  | موتو۳  | مهیندرا  | آسپار مهیندرا | ۱۶     | ۰   | ۱       | ۰        | ۰        | ۷۲     | ۱۶         |
| ۲۰۱۷  | موتو۳  | هوندا    | کانکا گرسینی  | ۱۶     | ۱   | ۹       | ۹        | ۲        | ۱۹۶    | ۴          |
| ۲۰۱۸  | موتو۳  | هوندا    | کانکا گرسینی  | ۱۷     | ۷   | ۱۰      | ۱۱       | ۳        | ۲۶۰    | ۱          |
| ۲۰۱۹  | موتو۲  | کی تی ام | ردبول آجو     | ۱۹     | ۰   | ۲       | ۰        | ۱        | ۹۴     | ۱۱         |
| ۲۰۲۰  | موتو۲  | کلکس     | ردبول آجو     | ۱۳     | ۲   | ۶       | ۱        | ۲        | ۱۶۰    | ۵          |
| ۲۰۲۱  | MotoGP | دوکاتی   | پراماک ریسینگ | ۱۴     | ۱   | ۴       | ۰۴       | ۰        | ۱۱۱    | ۹          |
| ۲۰۲۲  | MotoGP | دوکاتی   | پراماک ریسینگ | ۲۰     | ۰   | ۴       | ۰۵       | ۲        | ۱۵۲    | ۹          |
| ۲۰۲۳  | MotoGP | دوکاتی   | پراماک ریسینگ | ۲۰     | ۴   | ۸       | ۴        | ۲        | ۴۲۸    | ۲          |
| ۲۰۲۴  | MotoGP | دوکاتی   | پراماک ریسینگ | ۲۰     | ۳   | ۱۶      | ۷        | ۲        | ۵۰۸    | ۱          |
| مجموع | مجموع  | مجموع    | مجموع         | ۱۷۳    | ۱۸  | ۶۰      | ۴۱       | ۱        | ۲۰۲۶   | -          |